# 戴亞蒙德鎮區 (愛荷華州切羅基縣)
戴亞蒙德鎮區（英語：Diamond Township）是位於美國愛荷華州切羅基縣的一個行政鎮區。

## 地方資料
根據2010年美國人口普查的數據，戴亞蒙德鎮區的面積為92.41平方千米，當中陸地面積為92.35平方千米，而水域面積為0.06平方千米。當地共有人口215人，而人口密度為每平方千米2.33人。